# Couche absorbante parfaitement adaptée

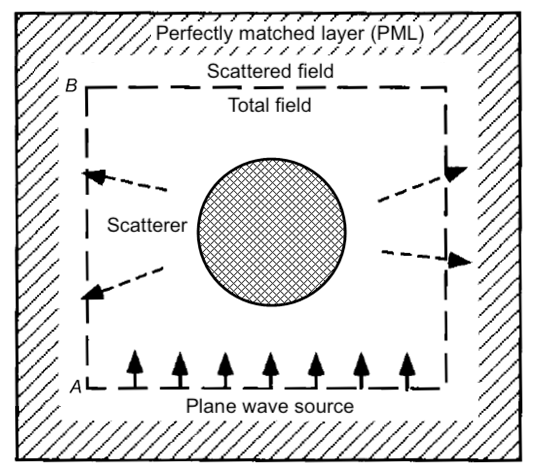
Schéma FDTD pour un problème de diffusion de la lumière. Les bordures rayées correspondent à des couches parfaitement adaptées, qui sont utilisées pour simuler des frontières ouvertes en absorbant les ondes sortantes.

Une couche absorbante parfaitement adaptée (en anglais Perfectly matched layer, PML) est une couche absorbante artificielle pour les équations d'ondes, couramment utilisée pour tronquer les domaines de calcul dans les méthodes numériques de simulation de problèmes à frontières ouvertes, particulièrement dans les méthodes FDTD et FEM.
La propriété essentielle d'une PML qui la distingue d'un matériau absorbant ordinaire est le fait qu'elle est conçue de telle sorte que les ondes incidentes l'atteignant depuis un matériau non PML ne se réfléchissent pas à l'interface. Cette propriété permet aux PML d'absorber fortement toutes les ondes sortant d'un domaine de calcul sans les renvoyer dans ce domaine.

## Histoire
Les couches absorbantes parfaitement adaptées ont été initialement décrites par Jean-Pierre Bérenger en 1994 pour une utilisation dans les équations de Maxwell.  Depuis, elles ont été reformulées plusieurs fois pour ces mêmes équations et pour d'autres équations d'ondes. La formulation initiale de Bérenger est appelée split-field PML, car elle divise le champ électromagnétique en deux champs non physiques dans la zone PML.
Une autre formulation qui est devenue plus connue à cause de sa simplicité et de son efficacité est l'uniaxial PML ou UPML (Gedney, 1996), dans laquelle la PML est décrite comme un matériau anisotrope absorbant artificiel. Bien que les formulations de Bérenger et les UPML aient été initialement dérivées par une construction manuelle des conditions d'incidence dans lesquelles les ondes planes ne se réfléchissent pas à l'interface de la PML avec un matériau homogène, les deux formulations se sont révélées plus tard équivalentes à une approche plus élégante et plus générale : la stretched-coordinate PML (Chew and Weedon, 1994; Teixeira and Chew, 1998). En particulier il a été montré que les PML correspondent à une transformation dans laquelle une ou plusieurs coordonnées sont attachées à des nombres complexes ; plus techniquement, il s'agit en réalité d'une prolongation analytique de l'équation d'onde dans le domaine complexe, où les ondes propagatives (oscillantes) sont remplacées par des ondes dont l'amplitude décroît exponentiellement. Ce point de vue permet aux PML d'être adaptées aux matériaux inhomogènes comme les guides d'ondes, ainsi qu'à d'autres systèmes de coordonnées et d'équations d'ondes.

### Forme mathématique du problème
Le formalisme initial développé par Bérenger consiste en un passage dans le domaine complexe des coordonnées dans le domaine absorbant, sous la forme :
{\displaystyle {\tilde {x}}=x+{\frac {\mathrm {i} }{\omega }}\int _{x}\sigma (x')\,\mathrm {d} x'}
avec ω représentant la fréquence angulaire et σ est une fonction de x uniquement. Si σ est positive, les ondes se propageant sont atténuées le long de la direction x car, par le changement de coordonnées, on a :
{\displaystyle \mathrm {e} ^{\mathrm {i} (kx-\omega t)}\to \exp \left(\mathrm {i} (kx-\omega t)-{\frac {k}{\omega }}\int _{x}\sigma (x')\mathrm {d} x'\right),}
Ainsi, les termes se propageant selon x sous la forme {\displaystyle \mathrm {e} ^{\mathrm {i} kx}} pour une constante de propagation k décroissent.